# Białęga
Białęga (Białąga, Krzywaśń w polu żółtym) – polski herb szlachecki. Herb taki wyróżniają Ostrowski, Orgelbrand, Boniecki i Gajl, natomiast Józef Szymański i Franciszek Piekosiński uważają, że jest to tylko wariant barwny herbu Drużyna.

## Opis herbu
Opis z wykorzystaniem zasad blazonowania, zaproponowanych przez Alfreda Znamierowskiego:
Według Ostrowskiego, Orgelbranda, a za Ostrowskim Gajla: w polu złotym rzeka srebrna. (klejnot - brak informacji).
Adam Boniecki zamieścił rysunek, na którym herb jest identyczny z Drużyną (łącznie z barwami i klejnotem), co jednak stoi w sprzeczności z jego cytatem Crzywasz in campo flaveo, tj. krzywaśń w polu żółtym.

## Najwcześniejsze wzmianki
Boniecki wymienia rodzinę Biechowskich z Biechowa w pow. wiślickim. Długosz, a za nim późniejsi heraldycy, mieli przypisać Biechowskim zamieszkującym województwa sandomierskie i krakowskie herb Ogończyk, tymczasem zapiska sądowa radomska z 1473 podaje, że dziedzice Biechowa z powiatu wiślickiego należeli do zawołania Białągi. Stawić miał się bowiem Stefan z Biechowa i Jan z Żelechowa, obaj z powiatu wiślickiego i zeznali, że są zawołania Byałąnga, herbu Crzywasz in campo flaveo. 
Boniecki wspomina Wojciecha z Biechowa, podskarbiego królewskiego w 1339; najpewniej tenże Wojciech miał być też skarbnikiem królewskim w 1334.

## Herbowni
Znana jest tylko jedna rodzina herbownych:
Biechowski.